# إلفين علييف
إلفين علييف (بالأذرية: Elvin Füzuli oğlu Əliyev) هو لاعب كرة قدم أذربيجاني في مركز الدفاع، ولد في 21 أغسطس 1984 في صابر آباد في أذربيجان. شارك مع منتخب أذربيجان لكرة القدم. أما مع النوادي، فقد لعب مع نادي باكو ونادي نيفتشي باكو.

## وصلات خارجية
- إلفين علييف على موقع قاعدة بيانات كرة القدم.إي يو (الإنجليزية)
- إلفين علييف على موقع ناشيونال فوتبول تيمز (الإنجليزية)
- إلفين علييف على موقع Soccerway.com (الإنجليزية)